# 反资本主义者 (加泰罗尼亚)
反资本主义者是西班牙加泰罗尼亚自治区的一个托洛茨基主义组织。该组织成立于2004年，当时取名为全球起义；2008年，该组织改名为全球起义—反资本主义左翼；后改现名。该组织的意识形态是反资本主义、托洛茨基主义。该组织实行集体领导。该组织的总部位于巴塞罗那。该组织出版刊物《全球起义》和《战斗学生》。该组织是第四国际西班牙支部反资本主义者的加泰罗尼亚支部。该组织曾在选举中支持人民团结候选人。